# 川中島 (川崎市)
川中島（かわなかじま）は、神奈川県川崎市川崎区の町名。現行行政地名は川中島1丁目と川中島2丁目。1965年（昭和40年）7月1日に住居表示が実施されている。面積は19.78 ha。

## 地理
多摩川の河口に近い低地であり、一帯は住宅地となっている。南端を国道132号が通過している。
川中島は北端で大師駅前と、東端で大師町・大師公園・台町と、南端では国道132号を挟んで観音と、西端で藤崎・伊勢町と接する。これらの町域はすべて川崎区に属しており、川中島は市境・区境と接していない。

### 地価
住宅地の地価は、2025年（令和7年）1月1日の公示地価によれば、川中島2丁目11-10の地点で32万1000円/m²となっている。

## 歴史
江戸時代以前には当地を含む川中島村が存在した。その後の区画整理などで別の町名を名乗る部分も増えていったが、大師地区では昔の地名がそのままの土地についている唯一の例となっている。
平間寺（川崎大師）は1128年（大治3年）の開創と伝わるが、一帯の中世以前のことについては詳しく伝わっていない。

### 江戸時代
江戸時代に、当地は川中島村となった。わずかに平間寺・神明社領があったほかは江戸時代を通じて天領であり、石高は、正保期の「武蔵田園簿」で162石9斗あまり（別に平間寺・神明社領が3石ずつや見取場があり）、「元禄郷帳」・「天保郷帳」・幕末の「旧高旧領取調帳」では219石あまりとなっていた。用水としては二ヶ領用水を用いたが、用水の下流に位置したために水が回ってこないことがあり、溝口水騒動というような大規模な騒動となったこともあった。
また、平間寺は江戸初期から参拝客を集めていたが、1796年（寛政8年）に、徳川家斉が前厄にあたり参拝を行ったことからさらに参拝者は増加し、門前も賑わいを見せていった。
江戸初期から川崎宿の助郷を務めていたが、幕末になると黒船来航以降には海岸見張番所が置かれたり、長州征討の負担のために増加助郷や上納金が課せられたりと、負担は増加の一途をたどった。

### 明治以降
明治維新以降、当地は神奈川県に属し、川中島村は大師河原村へ合併された。川崎市の成立後に耕地整理が行われて大師川中島町などいくつかの町が分立したが、戦後の区画整理・住居表示施行により町名が変わっていった。
当地では明治時代に海苔の養殖や果樹の栽培が行われた。特に、当地ではイギリスから伝わった品種の桃が初めて栽培されたほか、袋掛けの技法も当地から全国へと広まった。また、川崎大師への参拝客を見込んで、関東で初の電車となる大師電気鉄道が引かれたが、同社は東京・横浜方面へと延伸を重ねて現在の京浜急行電鉄となっており、創業の地である川崎大師への路線も大師線として営業を続けている。

### 地名の由来
当地が多摩川の河口部に形成された砂州、あるいは自然堤防であったことに由来すると考えられる。

### 沿革
- 1128年（大治3年）- 平間寺の開創と伝わる。
- 1590年（天正18年）- 徳川家康が江戸入府。当地は天領となる。
- 1663年（寛文3年）- 「こうぼうだいしみち」の道標が建てられる[10]。
- 1796年（寛政8年）- 徳川家斉が平間寺へ参拝。
- 1821年（文政4年）- 溝口水騒動が勃発。
- 1860年（安政7年）- 海岸見張番所が設置される。
- 1868年（明治元年）- 明治維新。当地は神奈川県所属となる。
- 1874年（明治7年）- 大区小区制施行により、当地は第4大区第2小区に属する[11]。
- 1875年（明治8年）- 川中島村が大師河原村に吸収合併される[11]。
- 1889年（明治22年）- 町村制施行により、大師河原村が新設される。
- 1923年（大正12年）- 大師河原村が町制を施行し、大師町となる。
- 1924年（大正13年）- 大師町、川崎町・御幸村が合併し、川崎市を新設。当地は川崎市大師の小字となる[11]。
- 1936年（昭和11年）- 耕地整理により、大師川中島町・大師西町・大師中町・大師町・大師本町・中瀬町が成立[11]。
- 1937年（昭和12年）- 川崎市立川中島小学校が開校[10]。
- 1965年（昭和40年）- 土地区画整理事業に伴う換地処分[13]と住居表示が実施され[14]、藤崎町3丁目・観音町・大師川中島町・大師西町の各一部から川中島1・2丁目が成立[10]。
- 1972年（昭和47年）- 川崎市が政令指定都市に移行。当地は川崎市川崎区川中島となる。

## 世帯数と人口
2025年（令和7年）6月30日現在（川崎市発表）の世帯数と人口は以下の通りである。
| 丁目        | 世帯数    | 人口    |
| ----------- | --------- | ------- |
| 川中島1丁目 | 1,533世帯 | 2,473人 |
| 川中島2丁目 | 666世帯   | 1,106人 |
| 計          | 2,199世帯 | 3,579人 |

### 人口の変遷
国勢調査による人口の推移。
| 年                 | 人口  |
| ------------------ | ----- |
| 1995年（平成7年）  | 3,924 |
| 2000年（平成12年） | 3,742 |
| 2005年（平成17年） | 3,501 |
| 2010年（平成22年） | 3,541 |
| 2015年（平成27年） | 3,400 |
| 2020年（令和2年）  | 3,642 |

### 世帯数の変遷
国勢調査による世帯数の推移。
| 年                 | 世帯数 |
| ------------------ | ------ |
| 1995年（平成7年）  | 1,617  |
| 2000年（平成12年） | 1,669  |
| 2005年（平成17年） | 1,697  |
| 2010年（平成22年） | 1,762  |
| 2015年（平成27年） | 1,742  |
| 2020年（令和2年）  | 2,052  |

## 学区
市立小・中学校に通う場合、学区は以下の通りとなる（2025年1月時点）。
| 丁目        | 番・番地等 | 小学校               | 中学校               |
| ----------- | ---------- | -------------------- | -------------------- |
| 川中島1丁目 | 全域       | 川崎市立川中島小学校 | 川崎市立川中島中学校 |
| 川中島2丁目 | 全域       | 川崎市立川中島小学校 | 川崎市立川中島中学校 |

## 事業所
2021年（令和3年）現在の経済センサス調査による事業所数と従業員数は以下の通りである。
| 丁目        | 事業所数 | 従業員数 |
| ----------- | -------- | -------- |
| 川中島1丁目 | 49事業所 | 176人    |
| 川中島2丁目 | 28事業所 | 294人    |
| 計          | 77事業所 | 470人    |

### 事業者数の変遷
経済センサスによる事業所数の推移。
| 年                 | 事業者数 |
| ------------------ | -------- |
| 2016年（平成28年） | 101      |
| 2021年（令和3年）  | 77       |

### 従業員数の変遷
経済センサスによる従業員数の推移。
| 年                 | 従業員数 |
| ------------------ | -------- |
| 2016年（平成28年） | 464      |
| 2021年（令和3年）  | 470      |

## 交通

### 鉄道
当地を通る鉄道は存在しない。京急大師線の川崎大師駅が最寄りとなる。

### 路線バス
当地を通る路線バスは川崎市交通局と川崎鶴見臨港バスの2事業者が運行している。当地の南端の国道132号を通って、両事業者が川崎駅と臨海部を結ぶバスを運行しているほか、川崎駅と川崎大師駅を結ぶ路線を川崎鶴見臨港バスが運行している。

### 道路
国道132号が、当地の南端を通過している。

## 施設
- 神明神社
- 川崎市立川中島小学校

## その他

### 日本郵便
- 郵便番号 : 210-0803[3]（集配局 : 川崎港郵便局[25]）

### 警察
町内の警察の管轄区域は以下の通りである。
| 丁目        | 番・番地等 | 警察署     | 交番・駐在所 |
| ----------- | ---------- | ---------- | ------------ |
| 川中島1丁目 | 全域       | 川崎警察署 | 大師駅前交番 |
| 川中島2丁目 | 全域       | 川崎警察署 | 大師駅前交番 |